# Handaqi (köpinghuvudort i Kina, Heilongjiang Sheng, lat 50,14, long 126,19)
Handaqi (kinesiska: 罕达汽, 罕达汽镇) är en köpinghuvudort i Kina. Den ligger i provinsen Heilongjiang, i den nordöstra delen av landet, omkring 490 kilometer norr om provinshuvudstaden Harbin. Antalet invånare är 14 851. Befolkningen består av 4 836 kvinnor och 10 015 män. Barn under 15 år utgör 7,0 %, vuxna 15-64 år 89 %, och äldre över 65 år 2,0 %.
Runt Handaqi är det glesbefolkat, med 16 invånare per kvadratkilometer. Det finns inga andra samhällen i närheten. Omgivningarna runt Handaqi är en mosaik av jordbruksmark och naturlig växtlighet.